# David Storm Rice
David Storm Rice (Schönbrunn, 28 mars 1913, Londres, 19 avril 1962) est un historien des arts de l'Islam et un archéologue britannique, connu notamment pour son étude du Baptistère de Saint Louis.
Il fouilla en Turquie le site antique de Harran entre 1951 et 1959. Il y dégagea notamment une mosquée en ruines, dans laquelle il découvrit, en réemploi, trois stèles antiques de Nabonide, dernier roi de Babylone (556-539 av. J.-C.). Ces stèles indiquent que Nabonide a restauré le temple de Harran dédié au dieu-lune babylonien, Sin. Elles confirment que le site correspond bien à la ville antique de Harran, et peut-être à la cité biblique de Haran où le Patriarche Abraham aurait séjourné.